# Konsekvent
Konsekventen är ett begrepp inom logiken. I en implikation utgörs konsekventen av den senare satsen. Den första satsen kallas för antecedenten. 
I "Om Kalle har körkort så kan han köra bil" är "Om Kalle har körkort" antecedenten och "Kalle kan köra bil" konsekventen.